# Гагаузька Вікіпедія
Гагаузька Вікіпедія (гаг. Gagauzca Vikipediya) — розділ Вікіпедії гагаузькою мовою. Створена у 2010 році. Гагаузька Вікіпедія станом на 26 березня 2025 року містить 2877 статей, 15 516 зареєстрованих користувачів, 31 активного дописувача, 2 адміністраторів
. Загальна кількість сторінок в гагаузькій Вікіпедії — 7652, редагувань — 72 821, мультимедійні файли відсутні
. Глибина (рівень розвитку мовного розділу) гагаузької Вікіпедії мала і становить 26.2 пунктів
.

## Історія
- Вересень 2012 — створена 2 000-на стаття[3].